# Ортенбург
Ортенбург (на немски: Ortenburg) е община (Markt) в Бавария, Германия, със 7090 жители (към 31 декември 2015).
Намира се на ок. 20 км западно от Пасау. Главен център е на Имперското графство Ортенбург от около 1120 до 1805 г.